# Conjectura de Kahn-Kalai
A conjectura de Kahn–Kalai, também conhecida como conjectura do limiar de expectativa, é uma conjectura no campo da teoria dos grafos e da mecânica estatística, proposta por Jeff Kahn e Gil Kalai em 2006.  

## Fundo
Essa conjectura diz respeito ao problema geral de estimar quando ocorrem transições de fase em sistemas.  Por exemplo, em uma rede aleatória com {\displaystyle N} nós, onde cada aresta é incluída com probabilidade {\displaystyle p}, é improvável que o gráfico contenha um caminho hamiltoniano se {\displaystyle p} é menor que um valor limite {\displaystyle (\log N)/N}, mas altamente provável se {\displaystyle p} excede esse limite. 
Os valores de limite geralmente são difíceis de calcular, mas um limite inferior para o limite, o "limite de expectativa", geralmente é mais fácil de calcular.  A conjectura Kahn-Kalai é que os dois valores são geralmente próximos de uma forma definida com precisão, ou seja, que existe uma constante universal {\displaystyle K} para o qual a razão entre os dois é menor do que {\displaystyle K\log \ell ({\mathcal {F}})} onde {\displaystyle \ell ({\mathcal {F}})} é o tamanho do maior elemento mínimo de uma família crescente {\displaystyle {\mathcal {F}}} de subconjuntos de um conjunto de potência. 

## Prova
Em 2022, Jinyoung Park e Huy Tuan Pham lançaram um artigo contendo uma proposta de prova da conjectura.   A prova foi elogiada por sua elegância e concisão. 